# Tevin Thomas
Tevin Thomas (* in Kansas City, Missouri) ist ein US-amerikanischer Musiker und Komponist.

## Leben und Karriere
Tevin Thomas, geboren in Kansas City, Missouri, wuchs in Tulsa, Oklahoma auf. Dank seines Musiklehrers Richard Wilson hatte er seinen ersten öffentlichen Auftritt bereits im Alter von 14 Jahren. Thomas spielte Saxophon und Keyboard in einer Jazz-Band an der Tulsa YMCA mit Robert und Charlie Wilson (Sänger), Ken Collier und Troy Hanson. Seit dem Erwerb seines Master-Studium-Abschlusses am New York Institute of Technology, lehrt er als Dozent und Musikerzieher am PS.811x Bronx, in New York, wo er mit autistischen Schülern arbeitet.
Als Musiker hat Tevin Thomas bereits mit zahlreichen internationalen Künstlern und Bands zusammengearbeitet, darunter Aisha Wonder, Ashford & Simpson, Bobbi Humphrey, Craig Harris, Dionne Warwick, Gary Bartz, Gary Byrd, Schlag Repertory Theater, Jay-Z, Jeff Redd, Mary J. Blige, Nile Rodgers, Reverend Run oder Roberta Flack. Darüber hinaus arbeitete er als einer von wenigen Pianisten mit dem Avantgarde-Jazz Künstler Ornette Coleman.
Tevin Thomas ist der Co-Autor des Songs Raise It Up mit Jamal Joseph und Charles Mack der in Kirsten Sheridans Film Der Klang des Herzens zu hören ist. Der Song wurde 2008 in der Kategorie Best Original Song für einen Oscar nominiert. Im Jahr 2009 wurde der Soundtrack von Der Klang des Herzens für einen Grammy Award nominiert.

## Nominierungen
- 2008: Oscar-Nominierung in der Kategorie Bester Song bei der Verleihung 2008 für den Song Raise It Up aus dem Film Der Klang des Herzens
- 2009: Grammy-Award-Nominierung für den Soundtrack zum Film Der Klang des Herzens